# 革命性的表型
《革命性的表型》（英語：The Revolutionary Phenotype）是加拿大生物学和神經學家葛烈必于2018年出版的书，主要关于生命的來源以及基因编辑技术對於人類的長期影響。

## 生命的來源
《革命性的表型》理论构筑于道金斯的兩本書《自私的基因》和《延長的表型》的DNA复制理論之上。葛烈必按照RNA世界學說提出，DNA和RNA早期組成共生姓的關係。這所謂的「复制探戈」（英語：replicator tango）中的RNA，早晚失去了复制自我基因的功能，使RNA變成DNA的「奴隶」，造成地球最近的「表型性革命」（英語：phenotypic revolution）。因為現代DNA生物具有多元基因層的關係，葛烈必認為該表型革命之前,可能發生了另外的一或兩次表型革命。

## 基因编辑技术
葛烈必提醒，如果人類開始通過人工智能编辑基因，長期可能造成另外一次表型革命。像DNA代替了RNA一樣，人工智能基因编辑也有替代人類自我复制功能的風險。人工智能的控制下，人類的演化就不會按照自私的DNA改變，但是按照自私的人工智能改變。

## 批評和反應
Blithering Genius批評，葛烈必使用的比喻不合適說明生物和化學的概念，比如，"表型姓當奴隶"（英語：Phenotypic servitude）忽略基因型的突变和表型的天擇都會互相影響人類的演化。Genius另外的批評是表型革命暗示，RNA或DNA是自私的。反而，RNA世界學說是平常演化的流程，沒有革命性。
葛烈必慈善姓NeuroTV的計畫因為得了性罪犯杰弗里·爱泼斯坦25千美元的捐獻，因此，葛烈必受到媒體的批評。葛烈必告訴美國媒體BuzzFeed，2014年為了準備《革命性的表型》，再要求爱泼斯坦的捐獻，爱泼斯坦卻沒有回復葛烈必。